# 天津市第一百中学
天津市第一百中学，简称天津一百中，位于天津市东丽区津塘二线紫英路2号，创建于1960年7月，前身是天津市河东师范学校:767-769。
目前，天津市第一百中学是隶属于天津市东丽区教育局的天津市市级重点中学。

## 历史
1960年7月，天津市河东师范学校创建，隶属于天津市河东区教育局:767-769。1961年9月至1962年9月称新立村中学，1962年9月,改为天津市第一百中学。1963年10月，划归天津市东郊区管辖。1973年，学校开始举办高级中等教育。1980年，被确定为天津市市重点中学。1994年7月，学校的初中部划归新成立的天津市东丽中学，一百中学改为高中校:767-769。